# Спицыно (Сокольский район)
Спицыно — деревня в Сокольском районе Вологодской области.
Входит в состав Нестеровского сельского поселения, с точки зрения административно-территориального деления — в Нестеровский сельсовет.
Расстояние по автодороге до районного центра Сокола — 40 км, до центра муниципального образования Нестерова — 8,5 км.
По переписи 2002 года население — 2 человека.